# Yoü and I
«Yoü and I» —en español: «Tú y yo»— es una canción interpretada por la cantante estadounidense Lady Gaga. Fue compuesta por ella, producida por la cantante y por Robert John «Mutt» Lange, e incluida en el segundo álbum de estudio de la cantante, Born This Way, de 2011. Cuenta con la participación de Brian May, quien se encargó de colaborar con la guitarra eléctrica. Es una canción influenciada por canciones de género rock n roll como «We Will Rock You» de Queen, además de usar un sample de la misma. En julio de 2011, fue confirmada por Gaga como el cuarto sencillo del álbum, y fue lanzada a las radios estadounidenses el día 23 de agosto de 2011. Por otro lado, el video musical fue estrenado el 16 de agosto de 2011, luego de ser filmado en Springfield, Nebraska, Estados Unidos y fue dirigido por la coreógrafa de Gaga, Laurieann Gibson. En dicho video, aparecen distintos personajes como Jo Calderone, el alter ego masculino de la cantante, y «Yuyi», una sirena representada por Gaga.
La canción fue estrenada por Gaga en junio de 2010, durante una presentación para el Elton John's White Tie and Tiara Ball. Luego, la cantante incluyó la canción en el repertorio de su segunda gira mundial, The Monster Ball Tour. Posteriormente, Gaga interpretó la canción en distintos programas de televisión, festivales y eventos. «Yoü and I» fue inspirada por la relación de la cantante con su exnovio [novio en ese entonces] Luc Carl. La canción recibió críticas positivas, siendo considerada como uno de los aspectos más destacados de Born This Way. Después del lanzamiento del álbum, «Yoü and I» entró en el repertorio de las canciones más vendidas en países como Estados Unidos, Canadá y Reino Unido debido a sus descargas digitales. En diciembre de 2011, «Yoü and I» fue nominada a los premios Grammy en la candidatura a mejor interpretación pop solista, una nueva categoría vigente a partir de la gala número 54 de los Grammy.

## Antecedentes y lanzamiento

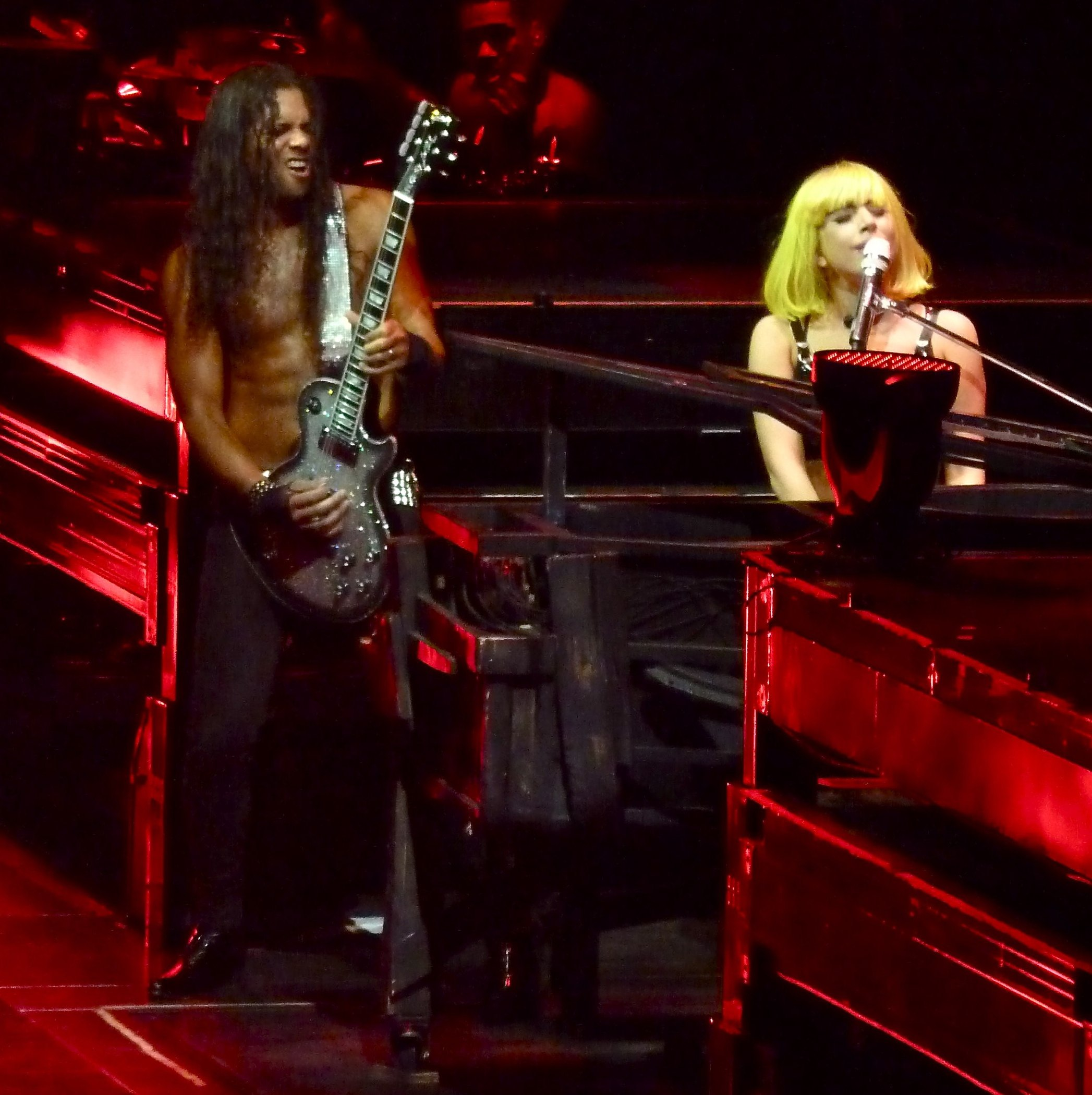
Gaga interpretando «Yoü and I» en su gira The Monster Ball Tour.

Gaga declaró que la canción fue escrita en Nueva York, mientras ella componiendo música en su viejo piano. La cantante había interpretado la canción por primera vez en Elton John's White Tie and Tiara Ball en junio de 2010. Las imágenes de la presentación se filtraron un tiempo después de en Internet, y las respuestas positivas animaron a la cantante a sumar «Yoü and I» al repertorio de su gira The Monster Ball Tour en Montreal. Gaga comentó que «Yoü and I» está inspirada en la persona más importante que ha conocido. A pesar de que no confirmó quién es esa persona, la revista People reveló se trataba de su pareja Luc Carl. Se aclaró que «Yoü and I», habló de cómo habían llegado de nuevo juntos en su relación.
Gaga explicó cómo la relación se convirtió en la inspiración de «Yoü and I», ella dijo a la revista Rolling Stones:

«Yo no habría tenido tanto éxito sin Luc Carl. Nunca he querido a nadie como yo lo amaba. O como lo amo. Esa relación realmente me ha marcado. Se me ha convertido en una luchadora. Después de que terminé con él, me prometí que nunca volvería a amar y lo convertiría en la calle el día en que dudaban de mí. Pero entonces otra vez se trasladó de nuevo a él, el amor. Pero, sabes, yo no sé mucho sobre el amor. Supongo que si yo lo sabía todo sobre el amor, no sería bueno para hacer música, ¿verdad? Escribí "Yoü and I" esta nueva canción, que habla de nosotros, él y yo».

### Portada
La portada de «Yoü and I» fue lanzada el 5 de agosto de 2011a través de las redes sociales de la cantante, junto con un mensaje que decía: «Tú nunca encontrarás lo que buscas en el amor, si no te amas a ti mismo». En la imagen, Gaga aparece como su alter ego masculino, Jo Calderone. Dentro de la fotografía hay dos recuadros: el de la izquierda, donde Calderone aparece desaliñado, con el pelo enmarañado y un cigarrillo en la boca, y la de la derecha, donde se muestra de perfil exhalando el humo del cigarrillo, orejas bastante pronunciadas y unas gruesas patillas.

## Composición y grabación

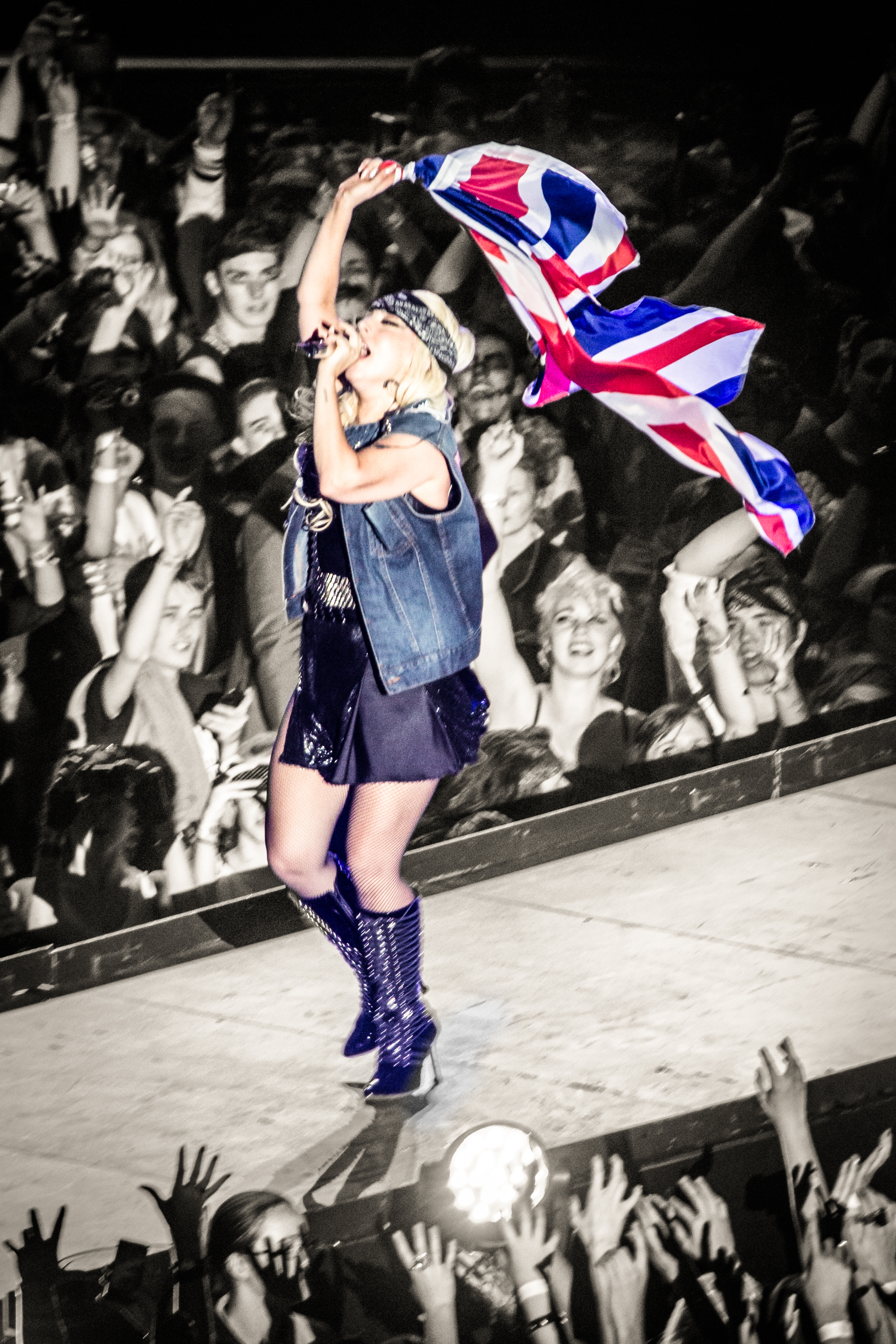
Gaga interpretando «You and I» en Mánchester, Reino Unido.

«Yoü and I» tiene influencias de rock y country en su ritmo, y posee un sample de la canción «We Will Rock You» de la banda Queen. Además de ello, el guitarrista Brian May colaboró en la canción con la guitarra eléctrica. Fue grabada por Tom Ware y Horace Ward en el estudio Warehouse Productions Studio de Omaha, Nebraska, y Allertwon Hill en el Reino Unido respectivamente. Los créditos de producción se dieron a conocer en abril de 2011, Gaga dijo que «alguien legendario» estaría produciendo la pista. Gaga es admiradora de Queen ya que su nombre viene inspirado en una canción de Queen llamada «Radio Ga Ga» admitió que se tiró al suelo a llorar ya que quería la voz de uno de ellos en su canción como colaboración. Lange pidió a Gaga grabar de otra forma la canción mientras ella estaba de gira ya que le pareció que el trabajo no estaba bien realizado. Sin embargo, Lange se mostró satisfecho con el resultado final. Ware recordó que la canción fue grabada por Gaga la noche del 17 de marzo del 2011, en el concierto de The Monster Ball Tour Gaga dio la bienvenida a sus opiniones y animo a su entrada, que según el esa fue una de las mejores experiencias de trabajo que ha tenido con otras celebridades «Ella era halagadora hacia el estudio. Omaha y, también, para el caso de ella es una mujer joven y brillante con los instintos de la música extraordinaria que los gráficos de su propio camino», agregó.
De acuerdo con Sony/ATV Music Publishing, «Yoü and I» se encuentra en tiempo común, con un ritmo lento de sesenta pulsaciones por minuto. Está escrito en la tonalidad la mayor y la voz de Gaga se extiende desde las notas de E3 a C♯5. La canción dice: «Ha pasado mucho tiempo desde que me fui/ Ha pasado mucho tiempo, pero estoy de vuelta en la ciudad/ Y esta vez, no me iré sin ti». Gil Kaufman de MTV News describió la canción como «la sinfonía que evitó la mayor parte de su sabor de baile, hasta llegar a un solo de piano alegre». Teniendo en cuenta las diferencias entre las presentaciones en vivo de la canción y la versión de estudio, Neil McCormick, de The Daily Telegraph señaló que las partes de piano fueron reemplazados en su mayoría por «sintetizadores de efervescencia, pisando fuerte una muestra de "We Will Rock You" tronando guitarras eléctricas y coros apilados en las paredes brillantes del coro».

## Recepción

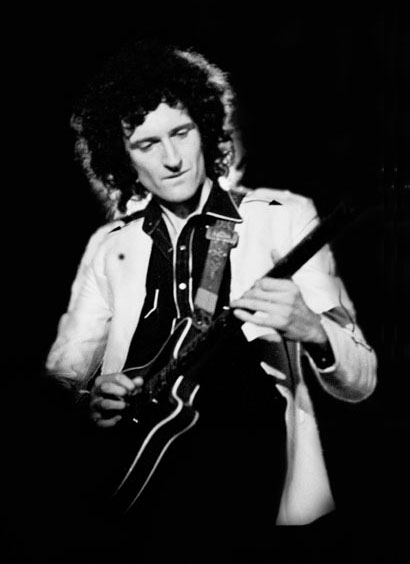
Brian May, quien colaboró en la canción con la guitarra eléctrica.

### Comentarios de la crítica
Después de escuchar la presentación en el Elton John's White Tie and Tiara Ball, Leah Greenblatt de Entertainment Weekly felicitó a la canción por su «calidad torchy, lenta que quema»" y por carecer de auto-tune, la producción de lujo y rendimiento de trucos. Neil McCormick de Telegraph destacó la diferencia de la canción en vivo y en estudio. El crítico describe la versión de estudio como «más grande, más audaz y menos emotivo estrafalario expediente, una balada de radio con costumbre de roca para inducir palmadas en estadios repletos. Esto no es música para el metro: es cursi, de alto brillo, pop rock de la mitad de corriente, una especie instantánea de los años ochenta clásicos, retros para seducir a los rockeros de mediana edad - posiblemente el grupo demográfico último se mantienen escépticos sobre su recurso de apelación».

Jody Rosen de la revista Rolling Stone llamó a la canción «una poderosa balada confesional» con una tórrida, Sturm und Drang, a su vez. En su reseña para The Guardian, Tim Jonze dijo que la canción «apunta a un karaoke estilo Hey Jude», pero -debido a la determinación de tener a alguien jugando fregadero de la cocina en el fondo- termina como hinchada, como "All Around the World" de Oasis. Dan Aquilante de The New York Post comentó que «Yoü and I» tiene una «calidad única en la tierra» que Lange llevó al álbum. Kitty Empire de The Guardian dijo que la canción es u«n momento en el corazón de Lady Gaga poco favorable una oferta, tal vez, se ubican como un cantante de baladas de todos los estadounidenses, así como un avatar de arte-disco con estacas debajo de su piel», en referencia a los implantes aparece en el video musical de la canción «Born This Way». Andrew Unterberger del sitio web PopDust calificó a la canción con 5 de 5 estrellas argumentando que «suena como una balada de proporciones de Jovi y Guns, mezclado con una ranura de Elton John, una arrogancia como Aerosmith y golpes de tambor como Queen». Nathan Jolly de The Music Network declaró que «Yoü and I» es la mejor canción de Born This Way, y declaró que «es el mejor y más honesto conjunto de letras, junto a una poderosa y anhelante interpretación vocal». Jim Hiscox de Daily Star afirmó que la canción tiene un «tipo de letra que esperarías de Gaga — especialmente a través de una balada deliberadamente cursi del cancionero de Bon Jovi».

### Desempeño comercial
Previo a ser lanzada como sencillo, «Yoü and I» debutó, durante la semana del 11 de junio de 2011, en el conteo Billboard Hot 100 de los Estados Unidos, el conteo más importante del país, en el puesto número 36. Ello, luego de que la canción vendiera 83 000 copias en formato digital, las cuales, paralelamente, hicieron debutar a la canción en el puesto número 18 de la lista Digital Songs. El sencillo llegó a la posición número 6 del Hot 100, siendo el undécimo sencillo consecutivo de Gaga que logra entrar al Top 10; con ello, iguala el récord impuesto por Mariah Carey. A junio de 2012, superó las 2 000 000 de copias vendidas en el país. Hasta el 25 de febrero de 2018, había vendido 2.4 millones de copias en los Estados Unidos. En Canadá, la canción debutó, durante la edición de Billboard del 11 de junio de 2011, en el puesto 27 de la lista Canadian Hot 100. Poco después, llegó al décimo puesto. 
Con el lanzamiento del álbum, «Yoü and I» entró en el UK Singles Chart, conteo principal del Reino Unido, durante la semana del 4 de junio de 2011 en el puesto N.º 89, donde se mantuvo una sola semana. Semanas después, la canción logró entrar nuevamente en la lista en la posición número 23. Hasta junio de 2021, había vendido 248 mil unidades en el país. En Australia, el sencillo debutó, durante la edición del 22 de agosto de 2011 del conteo Australian Singles Chart, en la posición número 34, y dos semanas después, escaló al número 14. Poco después fue certificado como disco de oro por la Australian Recording Industry Association, tras vender más de 35 000 copias. Por otro lado, en Nueva Zelanda, el sencillo debutó en la posición número 17 durante la semana del 22 de agosto de 2011 y, a la semana siguiente, escaló al puesto número 5. Tras ello, fue certificado como disco de oro por la Recording Industry Association of New Zealand, por la venta de 7 500 copias legales.

## Video musical

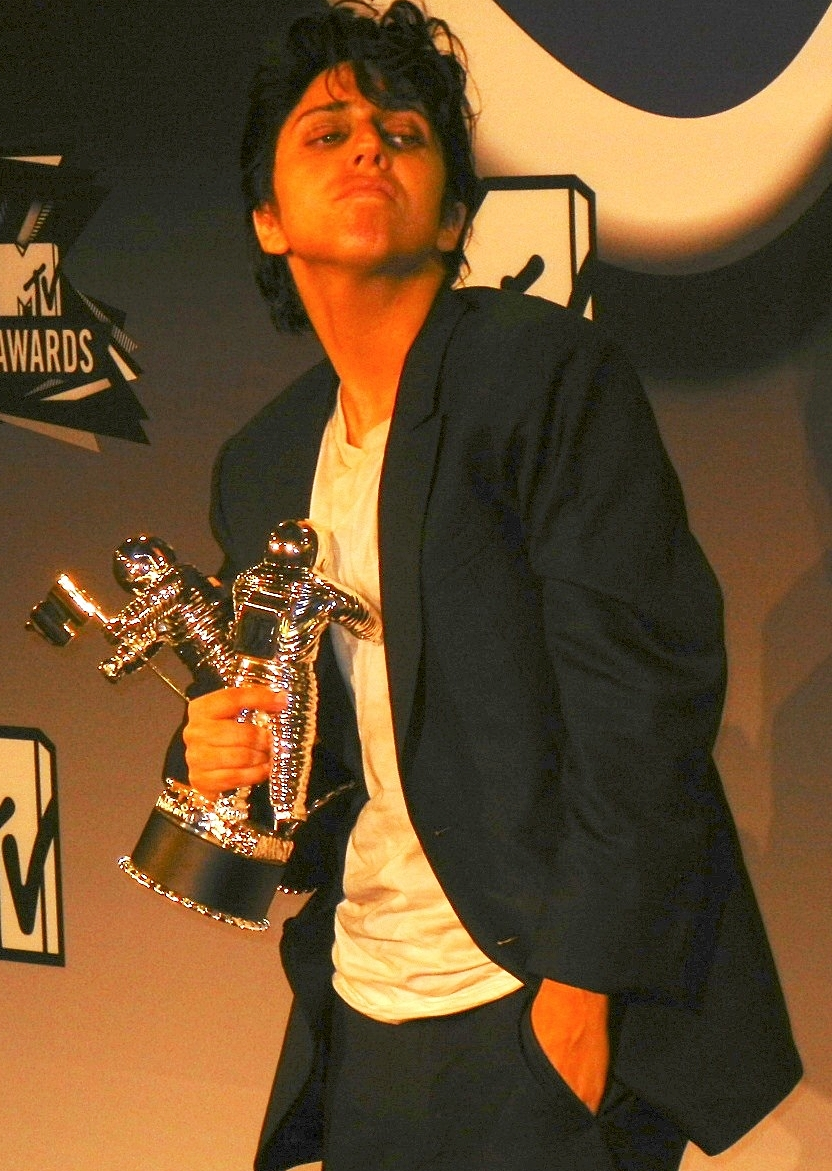
En el video de «Yoü and I», aparece el álter ego masculino de la cantante, Jo Calderone. En la imagen, Calderone en los premios MTV VMA 2011.

### Producción
El video musical de «Yoü and I» fue filmado en Springfield, Nebraska, y fue dirigido por la coreógrafa de Gaga, Laurieann Gibson. En una entrevista con la estación de radio Channel 94, la cantante dijo: «la premisa del video es que he caminado desde Nueva York hasta Nebraska para recobrar a mi novio. Estoy caminando sin equipaje, sólo yo y mis tobillos que están sangrando un poco y hay pasto pegado a mis zapatos y yo tengo este atuendo puesto - es ropa que se usa en Nueva York ya que es lanuda. Es la idea de que cuando estás lejos de alguien que amas es una tortura. Es una sensación muy poderosa y a la vez terrible y extraña cuando estás lejos de la persona que amas». El 2 de agosto de 2011, la cantante anunció mediante su cuenta de Twitter que el video de la canción tendría estreno mediante un tweet de ella: The Music Video for "Yoü and I" will be my 1000th Tweet —en español: «El video musical de "Yoü and I" será mi tweet n° 1000»—.
A pesar de que originalmente se pensó lanzarlo el jueves 18 de agosto de 2011 mediante un especial dedicado a la cantante en el canal de televisión MTV, el video musical de «Yoü and I» fue estrenado el 16 de agosto de 2011 por la cantante mediante su cuenta de Twitter. Ello, luego de que publicará un mensaje: You must love all + every part of me, as must I, for this complex + incomprehensible force to be true —en español: «Debes amar todas y cada parte de mi, al igual que yo, para que esta compleja e incomprensible fuerza sea verdad»— y un enlace externo del video que llevaba a su cuenta personal en el sitio web YouTube. Luego de la publicación, rápidamente el hashtag «Lady Gaga - Yoü» se convirtió en tema del momento varias veces a lo largo del día. A lo largo del video aparecen distintos personajes como Jo Calderone y «Yuyi», la sirena. Hablando sobre las escenas sexuales de la sirena, la cantante comentó a MTV durante su especial MTV First: Lady Gaga que «es una metáfora. Una metáfora sobre los desafíos del amor, donde no importa lo que hagas, hay un límite gigante entre tú y alguien más. El video es bastante complicado en la forma en que se cuenta la historia, y esta destinado a ser lineal, retorcido y confuso, como el amor». Por otro lado, en una entrevista con el programa de televisión británico The Jonathan Ross Show, la cantante explicó, básicamente, trata sobre «una aventura con un hombre de Nebraska [...] y trata sobre volver a su ciudad para reconquistarlo». Comentando las escenas, declaró que «hay una escena preciosa en un establo, donde todo es muy retorcido, él parece que esta intentando cambiarme, arreglarme, y mientras lo hace, yo me rompo; él quiere volver a juntarme, me transformo en sirena y todo resulta mal».

### Trama
El video musical inicia con Gaga caminando a través de una carretera de Nebraska. Allí, la cantante aparece vestida con un traje negro, gafas de sol y tiene características aparentemente robóticas. Luego de caminar una gran distancia, ella saca césped de sus zapatos. Luego, Gaga aparece frente a un camión de helados, donde un señor sin dientes le sonríe y le muestra una muñeca que tenía en sus manos; acto seguido, la cantante cae al suelo. Mientras tanto, se muestran distintas escenas intermediarias como Gaga vestida de novia junto a un hombre (Taylor Kinney), que aparentemente realiza experimentos con ella en un granero y luego dentro de un tanque de agua. Después de ello, se muestra un granero en medio de un campo y empieza a sonar así «Yoü and I». Cambia la escena y vuelve a aparecer la cantante en la carretera. Allí, la cámara se acerca a ella, quien se encuentra inclinada con una mano en su abdomen y otra en su espalda. Se muestran escenas de Gaga caminando a través de la carretera, cantando a la cámara y recogiendo una flor mientras suena el verso «This time I'm not leaving without you —en español: "Esta vez no me voy sin ti"—». Cambia la escena y aparece la cantante sentada en un piano, con poco maquillaje, un estilo de pelo simple y un vestido de color gris claro. Junto a ella aparece su alter ego masculino, Jo Calderone, quien se encuentra sentado y fumando un cigarrilo en la parte superior del piano. Mostrándose escenas de uno de sus otros alter ego apariciendo Yuyi, la sirena, en las escenas de la bañera.

### Recepción pública y crítica
Willy Arias del sitio web Impre comentó que el video es «audaz» y que «Gaga lo ha conseguido una vez más, queda establecido que su filón de creatividad aún tiene mucho por explotar, el equipo trabajó duro para entregarle a sus fanáticos esta nueva sesión de un bizarro cuento de hadas musical». Kyle Anderson de la revista Entertainment Weekly declaró que «aunque no haya fuegos artificiales intergalacticos o cameos de saxofonistas legendarios, el video de "Yoü and I" se siente como el más fuerte y llamativo de cualquiera de los videos de Born This Way. Sin embargo, todavía tiene algunos problemas narrativos como "Judas," que era visualmente interesante, pero no parecía sumar nada». Jillian Mapes de la revista musical estadounidense Billboard declaró que el video «podría ser la representación más rara sin precedentes del estado de los Cornhusker».

## Interpretaciones en directo

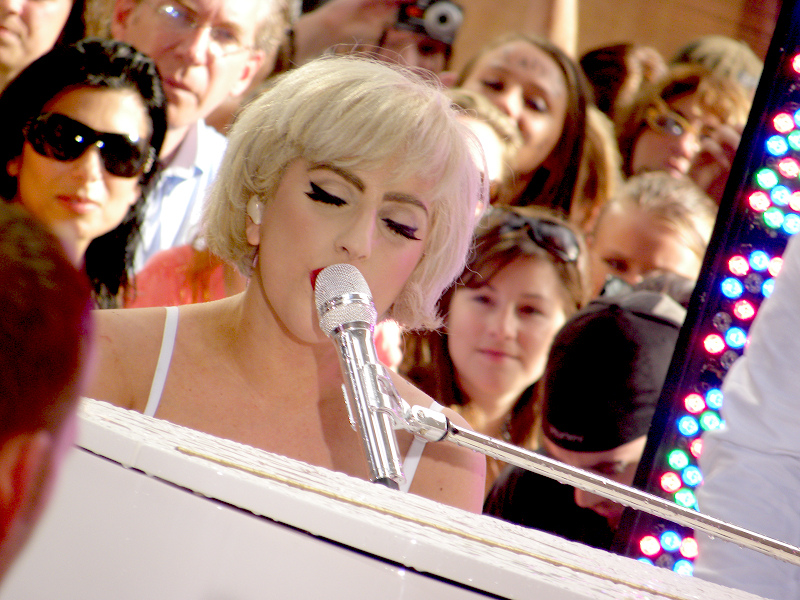
Lady Gaga interpretando la canción en el programa estadounidense Today Show.

Después de la primera representación de «You and I» en Elton John 's White Tie and Tiara Ball Pool, Gaga realizó la canción en vivo en programa de televisión Today Show el de 9 de julio de 2010, Phoenix en The Monster Ball Tour donde Gaga impugnada de inmigración de Arizona la ley SB 1070, que ordena que los oficiales de la policía estatal «interrogar a cualquier persona que sospecha ser un inmigrante ilegal y encarcelar a los extranjeros no llevar a una de las cuatro formas de permitir la identificación adecuada» y dedicó su interpretación de «Yoü and I» a un niño cuya familia se vio afectada por la ley. Gaga interpretó la versión original en el programa de televisión de Oprah Winfrey el 5 de mayo de 2011, con un piano construido a partir de una estructura de alambre de tacón alto mientras se está sentado en un taburete alto.
La canción fue incluida en el especial de televisión de HBO, Lady Gaga Presents the Monster Ball Tour at Madison Square Garden que originalmente salió al aire el 7 de mayo de 2011 en los Estados Unidos. En el especial de HBO fue transmitida la interpretación de una de las cuatro finalistas del programa de televisión musical American Idol, Haley Reinhart elogió el rendimiento de la canción por parte de la concursante. Una versión jazz de «Yoü and I» fue emitida en Radio 1's Big Weekend en Carlisle, Cumbria el 18 de mayo de 2011. La versión del álbum fue la tercera interpretación en Paul O'Grady Live en Londres el 17 de junio de 2011. Con un vestido por el fallecido Gianni Versace, Gaga fue en lo alto de una escalera de bomberos e inspiró a la ciudad de Nueva York, desde donde cantó la canción. Ryan amor de Digital Spy había una vista previa antes de la grabación del espectáculo, y dijo que era un «verdadero placer» de escuchar Gaga cantar la canción.
El 28 de julio de 2011, la cantante realizó un concierto para el programa nocturno estadounidense Jimmy Kimmel Live!, donde interpretó «Yoü and I» junto a «The Edge of Glory», «Hair», «Judas» y «Born This Way», todas pertenecientes a Born This Way. Ese mismo día, Gaga actuó en el programa de televisión estadounidense So You Think You Can Dance donde cantó un medley entre «Yoü and I» y «The Edge of Glory». Ambas presentaciones fueron promocionadas previamente por la cantante luego de que escribiera en su cuenta de Twitter «My SYTYCD performance on @ 8/7c on FOX + my @jimmykimmel performance airs at 12/11c on ABC. Both tonight baby. I Hooker for Pop + I luv it!». El 1 de agosto de 2011, la cantante se presentó en el programa de televisión estadounidense The View e interpretó «Yoü and I». El domingo 28 de agosto de 2011, la cantante interpretó la canción durante la gala de los premios MTV Video Music Awards de 2011. Allí, apareció caracterizada como su alter ego masculino Jo Calderone, vistiendo un saco y pantalón negros junto a una camiseta blanca. Al iniciar la presentación, Calderone dio un monólogo sobre su «relación rota con Gaga». Tras ello, se sentó en el piano para interpretar «Yoü and I» y poco después se le unió Brian May con la guitarra. El 24 de septiembre de 2011, la cantante se presentó en el iHeartRadio Music Festival, donde cantó «Yoü and I» junto con canciones de sus álbumes The Fame, The Fame Monster y Born This Way: «Just Dance», «Poker Face», «LoveGame», «Paparazzi», «Bad Romance», «Telephone», «Alejandro», «Born This Way», «Judas», «The Edge of Glory», «Hair» y «Scheiße». Además de ello, interpretó junto al cantante británico Sting otras dos canciones: «Stand By Me», perteneciente a Ben E. King, y «King of Pain» de The Police. El 8 de octubre de 2011 Gaga interpretó la canción en el programa de televisión británico The Jonathan Ross Show. En la misma, utilizó un vestido tipo camisón similar al cual lleva en el video de la canción.
Gaga interpretó la canción en su tercera gira musical The Born This Way Ball Tour durante 2012 y 2013. También fue interpretada en el Roselland Ballroom de Manhattan, Nueva York durante el 28 de marzo de 2014 hasta el 7 de abril del mismo año, en su residencia de conciertos llamada Lady Gaga Live at Roseland Ballroom. Posteriormente, fue incluida en su segunda residencia Lady Gaga: Enigma.

## Versiones de otros artistas
Previo al lanzamiento de Born This Way, Haley Reinhart, concursante de la décima temporada del programa de telerrealidad American Idol, cantó «Yoü and I» como una de las dos actuaciones para el episodio «Songs from Now and Then». Dicha versión realizada por Reinhart recibió comentarios mayormente positivos. Len Melisurgo del periódico estadounidense The Star-Ledger comentó que «la selección fue arriesgada, ya que la canción no había sido lanzada, los aficionados de Idol del país probablemente no la conocen. No importa, Haley sonaba increíble. Su gruñido frío estaba de vuelta y llegó algunas notas muy altas». Para finalizar la revisión, Melisurgo declaró que «fue una gran actuación» y que «estaba desconcertado por los comentarios del jurado». Brian Mansfield del periódico USA Today describió a la presentación como «un antiguo salón de baile groove, como de un número de Elton John de los años 70. Es perfectamente adaptada a ese gruñido resbaladizo, distintivo componente del estilo de Haley. Al final de la canción, ella la convierte en un rockero estilo gospel, y se lo lleva a la casa». El crítico señaló también que los miembros del jurado —Randy Jackson, Jennifer Lopez y Steven Tyler— reaccionaron positivamente ante la actuación. Al respecto, los miembros del jurado también dieron su opinión de la versión hecha por Reinhart. De manera específica, Jennifer Lopez comentó «me encantó la forma en que sonaba» y opinó que no estaba segura de que versionar una canción inédita de Gaga sea la mejor estrategia. Randy Jackson declaró que «es muy arriesgado salir y hacer algo con lo que nadie esta familiarizado», mientras que Steven Tyler comentó que «cuando uno puede todo de sí mismo en una canción desconocida, es una cosa maravillosa». El 5 de mayo de 2011, la versión de estudio de «Yoü and I» hecha por Haley Reinhart fue puesta a la venta como sencillo digital en la tienda de iTunes. Además de ello, apareció en el álbum recopilatorio American Idol Top 5 Season 10.

## Formatos yremixes
- Descarga digital

| «Yoü and I» — Single |             |          |  |
| N.º                  | Título      | Duración |  |
| 1.                   | «Yoü and I» | 5:07     |  |

| «Yoü and I» — Europa |                          |          |  |
| N.º                  | Título                   | Duración |  |
| 1.                   | «Yoü and I» (Radio edit) | 4:06     |  |

| Yoü and I: The Remixes EP |                                    |          |  |
| N.º                       | Título                             | Duración |  |
| 1.                        | «Yoü and I» (Wild Beasts Remix)    | 3:51     |  |
| 2.                        | «Yoü and I» (Mark Taylor Remix)    | 5:02     |  |
| 3.                        | «Yoü and I» (10 Kings Remix)       | 4:29     |  |
| 4.                        | «Yoü and I» (ATB Remix)            | 8:08     |  |
| 5.                        | «Yoü and I» (Metronomy Remix)      | 4:20     |  |
| 6.                        | «Yoü and I» (Danny Verde Remix)    | 7:48     |  |
| 7.                        | «Yoü and I» (Hector Fonseca Remix) | 8:03     |  |

- Sencillo en CD

| Sencillo en CD — Alemania |                                              |          |  |
| N.º                       | Título                                       | Duración |  |
| 1.                        | «Yoü and I» (Radio edit)                     | 4:07     |  |
| 2.                        | «Yoü and I» (Mark Taylor Remix (Radio edit)) | 3:56     |  |

- Disco de vinilo

| Disco de vinilo de siete pulgadas — Reino Unido |                                 |          |  |
| N.º                                             | Título                          | Duración |  |
| 1.                                              | «Yoü and I» (Wild Beasts Remix) | 3:51     |  |
| 2.                                              | «Yoü and I» (Metronomy Remix)   | 4:20     |  |

## Posicionamiento en listas

### Semanales
| Alemania        | German Singles Chart      | 21 |
| Australia       | Australian Singles Chart  | 14 |
| Austria         | Austrian Singles Chart    | 8  |
| Canadá          | Canadian Hot 100          | 10 |
| Eslovaquia      | Radio Top 100 Chart       | 18 |
| Estados Unidos  | Billboard Hot 100         | 6  |
| Estados Unidos  | Pop Songs                 | 7  |
| Estados Unidos  | Digital Songs             | 4  |
| Estados Unidos  | Radio Songs               | 12 |
| Estados Unidos  | Dance/Club Play Songs     | 1  |
| Francia         | French Singles Chart      | 98 |
| Irlanda         | Irish Singles Chart       | 32 |
| Japón           | Japan Hot 100             | 8  |
| Nueva Zelanda   | New Zealand Singles Chart | 5  |
| Países Bajos    | Mega Single Top 100       | 83 |
| Reino Unido     | UK Singles Chart          | 23 |
| República Checa | Radio Top 100 Chart       | 26 |
| Suiza           | Swiss Singles Chart       | 32 |

| Predecesor: «In the Dark» de Dev | Dance/Club Play Songs — Sencillo N° 1 29 de octubre de 2011 — 5 de noviembre de 2011 | Sucesor: «Papi» de Jennifer Lopez |

### Certificaciones
| País           | Organismo certificador | Certificación | Ventas certificadas | Ref.    |
| -------------- | ---------------------- | ------------- | ------------------- | ------- |
| Australia      | ARIA                   | 2× Platino    | 140 000             | [ 37 ]  |
| Brasil         | ABPD                   | 3× Platino    | 120 000             | [ 100 ] |
| Estados Unidos | RIAA                   | 3× Platino    | 3 000               | [ 101 ] |
| Nueva Zelanda  | RIANZ                  | Oro           | 7500                | [ 40 ]  |
| Reino Unido    | BPI                    | Plata         | 200 000             | [ 102 ] |

## Premios y nominaciones
El sencillo «Yoü and I» fue nominado en distintas ceremonias de premiación. A continuación, una lista con algunas de las candidaturas que obtuvo el sencillo:
| Año  | Ceremonia de premiación      | Premio                           | Resultado | Ref.    |
| ---- | ---------------------------- | -------------------------------- | --------- | ------- |
| 2012 | Premios Grammy               | Mejor interpretación pop solista | Nominado  | [ 103 ] |
| 2012 | MTV Video Music Awards Japan | Vídeo del año                    | Nominado  | [ 104 ] |

## Historial de lanzamientos
| País           | Fecha                    | Formato          | Ref.            |
| -------------- | ------------------------ | ---------------- | --------------- |
| Japón          | 27 de julio de 2011      | Ringtone         | [ 105 ] [ 106 ] |
| Estados Unidos | 23 de agosto de 2011     | Radio            | [ 4 ]           |
| Reino Unido    | 18 de septiembre de 2011 | Descarga digital | [ 107 ]         |
| Reino Unido    | 26 de septiembre de 2011 | Disco de vinilo  | [ 108 ]         |
| Alemania       | 30 de septiembre de 2011 | Sencillo en CD   | [ 109 ]         |

## Créditos y personal
- Lady Gaga - compositora, productora, voz principal, piano y coros
- Robert John "Mutt" Lange - productor y mezclas de audio
- Olle Romo - programación y grabación adicional
- Brian May - guitarra
- Tom Ware - grabación
- Horace Ward - grabación
- Justin Shirley Smith - grabación de guitarra
- Gene Grimaldi - materialización de audio

Fuente: